# Joaquin Wilde
Michael Paris (* 5. Oktober 1986 in Los Angeles, Kalifornien), besser bekannt unter dem Ringnamen Joaquin Wilde, ist ein amerikanischer Wrestler. Er steht derzeit bei der WWE unter Vertrag und tritt regelmäßig in deren Show SmackDown auf.

## Wrestling-Karriere

### Erste Anfänge (2003–2004)
Im Jahr 2003 begann Paris eine Ausbildung zum professionellen Wrestler, bei der Coalition of Competition in Pittsburgh, Pennsylvania. Dort trainierte er 14 Monate, bevor er am 21. August 2004 als Shiima Xion, das „erste philippinische männliche Wrestling-Modell“, gegen Jason Gory in Wheeling, West Virginia, für Black Diamond Wrestling debütierte. Shiima Xion trat Ende 2004 in ganz West Virginia und Ohio an, da er nicht alt genug war, um im Bundesstaat Pennsylvania anzutreten. Kurz nach seinem 18. Lebensjahr begann Xion jedoch regelmäßig, um das Internationale Wrestling-Kartell zu kämpfen und trat in Chikara, Far North Wrestling und Pro Wrestling Unplugged auf.

### Free Agent (2004–2019)
Er gab sein IWC-Debüt am 6. November 2004 in Munhall, Pennsylvania, kurz nach seinem achtzehnten Geburtstag. Am 9. Dezember 2006 gewann er mit Gory die IWC Tag Team Championship. Im März 2007 verloren sie dann die Titel. Am 8. Dezember 2007 konnten sie zum zweiten Mal die Titel gewinnen. Im Juni 2008 verloren sie die Titel erneut.
Shiima verließ IWC, um zu Total Nonstop Action Wrestling zu gehen. Er kehrte jedoch unter seinem TNA-Namen Zema Ion für sporadische Auftritte zurück. Vereinzelt trat er auch in Mexiko auf, unter anderem für die Promotion AAA.

### Total Nonstop Action Wrestling (2011–2018)
Am 23. Juni 2011 trat Paris in der Impact Wrestling Fernsehsendung von Total Nonstop Action Wrestling unter dem Ringnamen Zema Ion auf und besiegte Dakota Darsow und Federico Palacios. Am 24. Juli wurde berichtet, dass Paris einen Vertrag mit TNA unterzeichnet hatte. Zema Ion kehrte am 11. August bei Impact Wrestling zu TNA zurück und trat in einem Backstage-Segment auf, in dem Eric Bischoff der X-Division neue Regeln vorstellte.
Bei der Ausgabe von Impact Wrestling am 15. Dezember startete Ion mit Anthony Nese die Best of Three Series, um den dritten und letzten Herausforderer für die Impact X Division Championship bei Genesis zu ermitteln. Er schied jedoch vor dem Finale aus diesem Turnier aus. Am 8. Juli 2012 gewann er den X Division Titel. Die Regentschaft hielt 98 Tage und er verlor den Titel dann gegen Rob Van Dam. Nachdem er einige Monate verletzt ausgefallen war, kehrte er zu Impact zurück. Ab Februar 2014 wurde sein Ringname in DJZ geändert. In der Folge von Impact Wrestling vom 17. April 2015 endete The BroMans, nachdem Godderz DJZ und Robbie E angegriffen hatte, nachdem er ein Tag-Team-Match gegen Dirty Heels verloren hatte.
In der Folge von Impact Wrestling vom 12. April 2016 besiegte DJZ den X Division Champion Trevor Lee in einem Non-Title-Match. Nach dem Match wurde er von Gregory Shane Helms angegriffen. Am 13. August 2016 gewann er erneut die X Division Championship. Die Regentschaft hielt 148 Tage und verlor den Titel am 8. Januar 2017 an Trevor Lee. Hiernach hatte er noch vereinzelte Matches, welche er teils nicht gewinnen konnte. Am 31. Dezember 2018 gab DJZ bekannt, dass sein Vertrag mit Impact abgelaufen sei und die Promotion verlassen werde.

### World Wrestling Entertainment (seit 2019)
Am 14. Mai 2019 bestätigte die WWE, dass er einen Vertrag unterzeichnet hatte. Im folgenden Monat wurde bekannt, dass sein Ringname in Joaquin Wilde geändert wurde. Im Juni nahm Wilde an dem NXT Breakout Tournament Turnier teil. Hierbei feierte er auch sein In-Ring-Debüt und verlor gegen Angel Garza. In der Folge von 205 Live vom 13. Dezember gab Wilde sein Debüt und besiegte einen lokalen Jobber. In der Folge von NXT vom 17. Juni 2020 enthüllte Sántos Escobár den Namen seiner neuen Fraktion mit Raúl Mendoza und ihm als El Legado del Fantasma.
Am 7. Oktober 2022 debütierte er zusammen mit Escobar und Cruz Del Toro bei SmackDown und attackierten das Team Hit Row.

## Titel und Auszeichnungen
- AAW: Professional Wrestling Redefined
  - AAW Heritage Championship (2×)

- Absolute Intense Wrestling
  - AIW Absolute Championship (1×)
  - AIW Intense Championship (1×)
  - AIW Tag Team Championship (1×) mit Shawn Blaze
  - Todd Pettengill Invitational (2011)
  - Triple Crown Champion

- Championship Wrestling Experience
  - CWE Undisputed Championship (1×)

- Dramatic Dream Team
  - Takechi Six Man Tag Scramble Cup (2006)

- Total Nonstop Action Wrestling
  - Impact X Division Championship (2×)
  - TNA World Tag Team Championship (1×) mit Andrew Everett
  - TNA X Division Championship Tournament
  - Feast or Fired (2013)

- Far North Wrestling
  - FNW Cruiserweight Championship (2×)

- Glory Pro Wrestling
  - United Glory Tag Team Championship (1×) mit Everett Connors

- Independent Wrestling Association East Coast
  - IWA East Coast Zero-G Crown (2008)

- International Wrestling Cartel
  - IWC Super Indy Championship (2×)
  - IWC Tag Team Championship (2×) mit Jason Gory
  - IWC World Heavyweight Championship (3×)
  - IWC Super Indy IX Tournament (2010)

- International Pro Wrestling
  - IPW Texas Heavyweight Championship (3×)

- Lucha Libre AAA Worldwide
  - Best Match of the Night (2017)

- New Era Pro Wrestling
  - NEPW United States Tag Team Championship (1×) mit Jason Gory

- Real Championship Wrestling
  - RCW Cruiserweight Championship (1×)

- Pro Wrestling Illustrated
  - Nummer 71 der Top 500 Wrestler in der PWI 500 in 2013